# Jacques Vallée
Jacques F. Vallée, Ph.D. (24 de setembre del 1939, a Pontoise, França), és un inversor, científic de la informàtica, escriptor, ufòleg i astrònom.

## Publicacions
- Le Sub-espace, novel·la, col·lecció « Le Rayon fantastique » núm. 82, Hachette, 1961
- Le Satellite sombre, novel·la, Denoël, 1962
- Anatomy of a phenomenon: unidentified objects in space - A scientific apraisal, ed. Ace, 1965
- Les phénomènes insolites de l'espace, amb Janine Vallée, La Table Ronde, 1966
- Chroniques des apparitions extra-terrestres, du folklore aux soucoupes volantes, Denoël, 1972 i J'ai lu, núm. A308, col·lecció « L'Aventure mystérieuse ». Obra igualment publicada sota el títol Visa pour la Magonie, Robert Laffont, 1978 (inicialment Passport to Magonia, Henry Regnery, Chicago, 1969)
- Mystérieuses Soucoupes Volantes, amb Fernand Lagarde, Aimé Michel i el grup Lumières dans la Nuit, ed. Albatros, 1973
- Le Collège invisible, prefaci d'Aimé Michel, Albin Michel, 1975 i J'ai lu, núm. A387, col·lecció « L'Aventure mystérieuse »
- Aux limites de la réalité, amb Joseph Allen Hynek, Albin Michel, 1978
- OVNI: la grande manipulation, éditions du Rocher, 1983
- Alintel: la première enquête du Professeur Lesage, novel·la, Mercure de France, 1986
- La Mémoire de Markov: une enquête de Pierre Lesage , novel·la, Mercure de France, 1986
- Autres dimensions: chroniques des contacts avec un autre monde, Robert Laffont, 1989, i J'ai lu, núm. 3060, col·lecció « L'Aventure mystérieuse »
- Confrontations: un scientifique à la recherche d'un autre monde, Robert Laffont, 1991, i J'ai lu, núm. 3381, col·lecció « L'Aventure mystérieuse »
- Révélations: contact avec un autre monde ou manipulation humaine ? Robert Laffont, 1992
- UFO chronicles of the Soviet Union: a cosmic samizdat, amb Martine Castello, Ballantine, 1992
- Science interdite: journal 1957-1969: un scientifique français aux frontières du paranormal, ed. O.P., 1997
- Les enjeux du millénaire: capital-risque et innovation, Hachette Littérature, 1998
- Cartas de tres herejes, ed. Corona Borealis, 1999
- Au cœur d'Internet: un pionnier français du réseau examine son histoire et s'interroge sur l'avenir, Balland, 2004
- Stratagème, novel·la, ed. de L'Archipel, 2006 ;Prefacis
- Vicente-Juan Ballester Olmos, OVNIs: El Fenómeno Aterrizaje, ed. Plaza y Janés, Barcelona, 1978